# Bildschirmzeit
Mit der Screen Time (englisch für Bildschirmzeit) wird die Zeit bezeichnet, die ein Nutzer vor einem Display verbringt.

## Beschreibung
War es in der Vergangenheit vor allem der Fernsehkonsum und das Sitzen vor einem Computer-Bildschirm, steigt seit den 2010er Jahren die Nutzung von Smartphones. Die durchschnittliche Screen Time für Erwachsene lag 2016 in den USA bei 9,5 Stunden am Tag.
Mit der vermehrten Internetnutzung (Stand 2000: 90 Minuten am Tag) ist auch das Second Screening angestiegen. So nutzen während dem Fernsehen 27 Prozent der US-Amerikaner häufig gleichzeitig ihr Smartphone.
Studien weisen auf negative Auswirkungen einer hohen Screen Time insbesondere bei Kinder und Jugendlichen hin. Dementsprechend sorgte der Gesetzgeber in dem internetaffinen Südkorea dafür, dass Eltern „ab einer bestimmten Zeit der Bildschirmnutzung ihrer Kinder automatisch benachrichtigt“ werden.
Mittlerweile gibt es Programme, die die Bildschirmzeit messen und nach Aktivität getrennt darstellen, wie z. B. Digital Wellbeing oder die eingebaute Funktion „Bildschirmzeit“ bei iOS- und Android-Smartphones.